# Terbegovci
Terbegovci is een plaats in Slovenië en maakt deel uit van de gemeente Sveti Jurij ob Ščavnici in de NUTS-3-regio Pomurska. De plaats telde 132 inwoners op 1 januari 2020.